# Casa Capitular
Casa Capitular es un planeta ficticio en la saga de novelas de ciencia ficción Dune, de Frank Herbert. 
Aparece por primera vez mencionado en Herejes de Dune, como planeta sede de la Bene Gesserit. Su ubicación es mantenida en secreto para evitar el ataque de las Honoradas Matres.
En Casa Capitular Dune el planeta está inmerso en una transformación ecológica que facilite la crianza y el establecimiento del ciclo vital de los gusanos de arena trasplantados desde Arrakis, con objeto de resucitar el mito de Dune y utilizarlo mediante la Missionaria Protectiva para crear una nueva religión alrededor de la figura de Sheeana, la niña que apareció en Arrakis y que es capaz de controlar a los gusanos.

## Localización
En el último libro (Casa Capitular Dune), escrito antes de la muerte de Frank Herbert (autor de la Saga), la Casa Capitular se encuentra en el territorio ocupado por el antiguo imperio de Leto II. Este mundo es el más buscado por las sanguinarias Honoradas Matres que están destruyendo uno a uno los mundos simpatizantes o aliados o controlados por las Bene Gesserit, por tanto todos sus esfuerzos se dirigen a encontrar pistas y según la novela, al azar rondan por el espacio en búsqueda de señales de él.
Es también notable que su búsqueda tardaría años, ya que la gran dispersión elevó el espacio aumentado por los humanos quizás a cientos o miles de galaxias, y aunque el Antiguo imperio de Leto II era 10 veces menor en tamaño que las Matres, también era multigaláctico (Dios Emperador de Dune), y por tanto, podría estar en cualquiera de las galaxias del antiguo imperio, y como una galaxia es bastante grande, las hermanas están escudadas del efecto presciente o de detección por presciencia, con la sangre y genes de Siona.

## Estado de Casa Capitular
El planeta de Casa Capitular (en el tiempo en que Odrade asume la Posición Suprema), llevaba miles de años habitado por humanos, y miles más, controlada por las Hermanas Bene Gesserit. Era un mundo de hortalizas, haciendas y huertos frutales, con mar, y posiblemente casquetes polares.
En Casa Capitular Dune, este planeta ha sido escogido por la hermandad para ser el nuevo Dune, el único y último gusano de arena salvado de la destrucción de Arrakis. Dune ha sido plantado en el desierto de Casa Capitular, y ha conseguido cuadriplicar el área del pequeño desierto. Las truchas de arena, encapsulando el agua, transformarán el planeta entero en un desierto, creando repercusiones en los habitantes.

## El porqué de la transformación de Casa Capitular
El nuevo planeta habitado por gusanos creará, según las hermanas, un nuevo río para que fluya la especia a las arcas de la Orden, ya que Arrakis ha sido destruido, y los Tleilaxu (salvo el Maestro Scytale), y sus tanques productores de la especia naranja melange, también han sido masacrados.
La Madre Superiora Odrade, especula que Casa Capitular será el nuevo foco de las tensiones religiosas del universo, ya que la hermana Sheeana, controla a los gusanos recién nacidos, y un culto desarrollándose en el imperio alrededor de ella, pondrá las riendas religiosas en manos de las Hermanas Bene Gesserit, quienes desatarán una Jihad en contra de las Honoratas Matres si se resisten.

## Conclusión
Al final, este plan falla, dejando como única solución el control de la Casa Capitular por parte de las Honoratas Matres y su nueva Rectora, la Madre Superiora y Gran Honorata Matre Murbella, y el casamiento de las dos órdenes/organizaciones. Sin embargo, el proceso de desertificación sigue aún con este cambio, y su resultado es expuesto con las nuevas novelas Cazadores de Dune y Gusanos de arena de Dune, de Brian Herbert (hijo del autor original de la Saga).

## Referencia bibliográfica
- Frank Herbert, Herejes de Dune. Ediciones Debolsillo: Barcelona, 2003. ISBN 978-84-9759-731-9
- Frank Herbert, Casa Capitular Dune. Ediciones Debolsillo: Barcelona, 2003. ISBN 9788497597708
- Brian Herbert, Kevin J. Anderson Cazadores de Dune. Plaza & Janés, Barcelona, 2008. ISBN 9788401336799

- Datos: Q11680572